# Eufrozyna Eulalia Tarnowska
Eufrozyna Eulalia, hrabianka z Tarnowskich primo voto księżna Wiśniowiecka secundo voto Radziejowska (ur. przed 1605 lub 1615 Kamionka Bużańska – zm. 11 grudnia 1645) – córka hrabiego Jana Gratusa Tarnowskiego herbu Leliwa i Anny z Korniaktów herbu Krucyni, od 1639 żona księcia Jerzego Wiśniowieckiego, starosty kamioneckiego (syna księcia Konstantego i księżnej Urszuli). W 1642 wyszła ponownie za mąż za podkanclerzego koronnego Hieronima Radziejowskiego herbu Junosza.
Właścicielka dóbr kryłowskich i zamku w mieście Kryłów (wraz z mężem).
Ich syn Michał Radziejowski pisał się „hrabią na Kryłowie i Radziejowicach”. W Kryłowie w 1687 wysłannik papieski A. Cusani wręczył Radziejowskiemu kapelusz kardynalski.